# Liga 2 de Indonesia 2024-25
La Liga 2 2024-25 (denominada Pegadaian LIGA 2 por motivos de patrocinio) es la 15.ª edición del segundo nivel de competición profesional de fútbol en Indonesia. Organizado por la Nueva Liga de Indonesia (en Indonesio : Liga Indonesia Baru), el torneo comenzó el 7 de septiembre de 2024 y finalizará el 23 de febrero de 2025.

## Equipos participantes

### Ascensos y descensos
Veintiséis equipos competirán en la liga. Diecisiete equipos retienen la temporada anterior, tres equipos descienden de la Liga 1 y seis equipos ascienden de la Liga 3.
| Ascendidos a Liga 1 | Ascendidos a Liga 1 |
| Pos.                | Equipo              |
| ------------------- | ------------------- |
| 1.°                 | PSBS                |
| 2.°                 | Semen Padang        |
| 3.º                 | Malut United        |

| Descendidos a Liga 3 | Descendidos a Liga 3 | Descendidos a Liga 3 |
| Grupo                | Pos.                 | Equipo               |
| -------------------- | -------------------- | -------------------- |
| A                    | 3.°                  | Perserang            |
| A                    | 4.°                  | Sada Sumut           |
| B                    | 3.°                  | PSDS                 |
| B                    | 4.°                  | Persikab             |
| C                    | 3.°                  | Sulut United         |
| C                    | 4.°                  | Persiba              |
| D                    | 3.°                  | PSCS                 |
| D                    | 4.°                  | Kalteng Putra        |

| Ascendidos de Liga 3 | Ascendidos de Liga 3 | Ascendidos de Liga 3 |
| Grupo                | Pos.                 | Equipo               |
| -------------------- | -------------------- | -------------------- |
| I                    | 1.º                  | Adhyaksa             |
| I                    | 2.º                  | Dejan                |
| I                    | 3.º                  | Dejan                |
| II                   | 1.º                  | Persibo              |
| II                   | 2.º                  | Persikota            |
| II                   | 3.º                  | Persiku              |

| Descendidos de Liga 1 | Descendidos de Liga 1 |
| Pos.                  | Equipo                |
| --------------------- | --------------------- |
| 16.º                  | RANS Nusantara        |
| 17.º                  | Bhayangkara Presisi   |
| 18.º                  | Persikabo 1973        |

### De la temporada pasada
| Ronda      | Grupo | Pos. | Equipo           |
| ---------- | ----- | ---- | ---------------- |
| Final      | Final | 4.º  | Persiraja        |
| Campeonato | X     | 3.º  | PSIM             |
| Campeonato | X     | 4.º  | PSMS             |
| Campeonato | Y     | 2.º  | Deltras          |
| Campeonato | Y     | 3.º  | Persela          |
| Campeonato | Y     | 4.º  | Bekasi City      |
| Campeonato | Z     | 2.º  | Gresik United    |
| Campeonato | Z     | 3.º  | Persipal         |
| Campeonato | Z     | 4.º  | Persewar         |
| Descenso   | A     | 1.º  | Sriwijaya        |
| Descenso   | A     | 2.º  | PSKC             |
| Descenso   | B     | 1.º  | Nusantara United |
| Descenso   | B     | 2.º  | PSPS             |
| Descenso   | C     | 1.º  | Persijap         |
| Descenso   | C     | 2.º  | Persipa          |
| Descenso   | D     | 1.º  | Persipura        |
| Descenso   | D     | 2.º  | Persekat         |

## Información de los equipos

### Estadio y ubicación
| Equipo              | Ciudad o Regencia | Estadio                         | Capacidad |
| ------------------- | ----------------- | ------------------------------- | --------- |
| Adhyaksa            | Tangerang         | Sriwedari en Surakarta          | 12,000    |
| Bekasi City         | Bekasi            | Patriot Candrabhaga             | 30,000    |
| Bhayangkara Presisi | Yakarta           | Tri Sanja en Tegal              | 10,000    |
| Dejan               | Depok             | Kera Sakti en Tangerang del Sur | 0         |
| Deltras             | Sidoarjo          | Gelora Delta                    | 35,000    |
| Gresik United       | Gresik            | Gelora Joko Samudro             | 40,000    |
| Nusantara United    | Salatiga          | Kebogiro en Boyolali            | 15,000    |
| Persekat            | Tegal             | Tri Sanja                       | 10,000    |
| Persela             | Lamongan          | Surajaya                        | 16,000    |
| Persewar            | Waropen           | Mandala en Jayapura             | 30,000    |
| Persibo             | Bojonegoro        | Letjen Haji Sudirman            | 15,000    |
| Persijap            | Jepara            | Gelora Bumi Kartini             | 20,000    |
| Persikabo 1973      | Bogor             | Pakansari                       | 30,000    |
| Persikas            | Subang            | Estadio Persikas                | 5,000     |
| Persikota           | Tangerang         | Benteng Reborn                  | 7,500     |
| Persiku             | Kudus             | Wergu Wetan                     | 15,000    |
| Persipa             | Pati              | Joyokusumo                      | 10,000    |
| Persipal            | Palu              | Gawalise                        | 20,000    |
| Persipura           | Jayapura          | Mandala                         | 30,000    |
| Persiraja           | Banda Aceh        | Harapan Bangsa                  | 45,000    |
| PSIM                | Yogyakarta        | Mandala Krida                   | 35,000    |
| PSKC                | Cimahi            | Sangkuriang                     | 5,000     |
| PSMS                | Medan             | Teladan                         | 20,000    |
| PSPS                | Pekanbaru         | Kaharudin Nasution              | 30,000    |
| RANS Nusantara      | Pasuruan          | Untung Suropati                 | 5,000     |
| Sriwijaya           | Palembang         | Gelora Sriwijaya                | 23,000    |

### Personal y kits
| Equipo              | Entrenador           | Capitán             | Proveedor   | Patrocinador           | Patrocinador            |
| Equipo              | Entrenador           | Capitán             | Proveedor   | Principal              | Otros Patrocinadores    |
| ------------------- | -------------------- | ------------------- | ----------- | ---------------------- | ----------------------- |
| Adhyaksa            | Ade Suhendra         | Dedi Hartono        | Benz        | Adhyaksa               | Pertamina               |
| Bekasi City         | Widyantoro           | Renan Alves         | Calma       | PStore                 | Axioo                   |
| Bhayangkara Presisi | Hanim Sugiarto       | Matías Mier         | Mills       | BNI                    | Gojek                   |
| Dejan               | Danang Suryadi       | Boateng Prince      | ASIX        | CareGuard              | Carefast                |
| Deltras             | Bejo Sugiantoro      | Hariono             | Lekaw       | Kapal Api              | RANS Entertaiment       |
| Gresik United       | Stefan Keeltjes      | Renan Silva         | GUS Apparel | ISO Plus               | Phonska Plus            |
| Nusantara United    | Salahudin            | Supardi Nasir       | Benz        | Adaro                  | Nasmoco                 |
| Persekat            | I Putu Gede          | Chrystna Bhagascara | Sebayu      | EA                     | Tegal Road Construction |
| Persela             | Zulkifli Syukur      | Tony Sucipto        | Etams       | Belikopi               | Lyly Bakery             |
| Persewar            | Eduard Ivakdalam     | Yohanis Tjoe        | Zestien     |                        | Ndi Sowosio Ndi Korako  |
| Persibo             | Regi Aditya Yonathan | Osas Saha           | PGRPN       | Kapal Api              | Farmel                  |
| Persijap            | Kahudi Wahyu Widodo  | Fikron Afriyanto    | Adhoc       | Oasis Water            | Honbun Bakery           |
| Persikabo 1973      | Djajang Nurdjaman    | Abdul Rahman        | Rodo Sports |                        | Le Minerale             |
| Persikas            | Mial Balebata Armand | Hamdan Zamzani      | Abex        | Wahana Mitra Semesta   | by.U                    |
| Persikota           | Delfi Adri           | Hapit Ibrahim       | PGRPN       | Pakar IPAL             | Farmel                  |
| Persiku             | Vacante              | Jajang Mulyana      | Total       | PLN                    | Mandiri Taspen          |
| Persipa             | Bambang Nurdiansyah  | Fadilla Akbar       | Calma       | Sukun                  | Dua Kelinci             |
| Persipal            | Achmad Zulkifli      | Rendy Saputra       | BAM         | Bank Sulteng           | Poso Energy             |
| Persipura           | Ricardo Salampessy   | Ian Kabes           | SPECS       | Bank Papua             | Freeport Indonesia      |
| Persiraja           | Akhyar Ilyas         | Andik Vermansyah    | Trops       | Bank Syariah Indonesia | Pertamina               |
| PSIM                | Seto Nurdiantoro     | Rendra Teddy        | Seven Stars | Bukalapak              | Rexona                  |
| PSKC                | Kas Hartadi          | Dias Angga Putra    | DRX         | Garudayaksa FA         | Crystalline             |
| PSMS                | Nil Maizar           | Rachmad Hidayat     | Northon     | BankSumut              | Inalum                  |
| PSPS                | Aji Santoso          | Omid Popalzay       | Curva Sport | PGM Tanah Abang        | RS Awal Bros            |
| RANS Nusantara      | Edy Sugiarto         | Syaiful Indra Cahya | HUNDRED     | D'Cellule              |                         |
| Sriwijaya           | Hendri Susilo        | Manda Cingi         | CircleG     | BUN                    | Cimory                  |

### Cambios de nombre
- Adhyaksa eliminó "Farmel" de su nombre oficial.
- Persipal eliminó "Babel United" de su nombre oficial, habiendo adquirido previamente Muba Babel United para jugar en la temporada 2022-23.[2]
- PSPS cambia su nombre completo a PSPS Pekanbaru a partir de esta temporada.[3]

## Cambio de entrenadores

### Pretemporada
| Equipo              | Entrenador principal saliente | Tipo de salida                       | Fecha de vacante      | Entrenador entrante  | Fecha de nombramiento   |
| ------------------- | ----------------------------- | ------------------------------------ | --------------------- | -------------------- | ----------------------- |
| PSMS                | Legimin Raharjo               | Fin del rol de cuidador              | 3 de febrero de 2024  | Nil Maizar           | 15 de junio de 2024     |
| Persijap            | Alfiat                        | Fin de contrato                      | 3 de febrero de 2024  | Kahudi Wahyu Widodo  | 23 de julio de 2024     |
| Persipal            | Bambang Nurdiansyah           | Fin de contrato                      | 3 de febrero de 2024  | Achmad Zulkifli      | 10 de julio de 2024     |
| Deltras             | Widodo Cahyono Putro          | Firmado por Arema                    | 10 de febrero de 2024 | Bejo Sugiantoro      | 14 de julio de 2024     |
| Persela             | Djajang Nurdjaman             | Firmado por Persikabo 1973           | 13 de marzo de 2024   | Didik Ludianto       | 17 de julio de 2024     |
| Sriwijaya           | Hendri Susilo                 | Firmado por Semen Padang             | 25 de marzo de 2024   | Jafri Sastra         | 5 de julio de 2024      |
| Persiraja           | Achmad Zulkifli               | Fin de contrato                      | 31 de marzo de 2024   | Tony Ho              | 17 de julio de 2024     |
| PSIM                | Kas Hartadi                   | Fin de contrato                      | 31 de marzo de 2024   | Seto Nurdiantoro     | 4 de mayo de 2024       |
| PSPS                | Ridwan Saragih                | Fin de contrato                      | 14 de abril de 2024   | Aji Santoso          | 10 de junio de 2024     |
| Gresik United       | Agus Indra Kurniawan          | Fin de contrato                      | 30 de abril de 2024   | Stefan Keeltjes      | 1 de julio de 2024      |
| RANS Nusantara      | Angel Alfredo Vera            | Fin de contrato                      | 30 de abril de 2024   | Edy Sugiarto         | 30 de abril de 2024     |
| PSKC                | Jafri Sastra                  | Fin de contrato                      | 24 de junio de 2024   | Kas Hartadi          | 30 de julio de 2024     |
| Persiku             | Denny Rumba                   | Degradado a asistente del entrenador | 1 de julio de 2024    | Sudirman             | 15 de julio de 2024     |
| Persekat            | Mial Balebata Armand          | Firmado por Persikas                 | 10 de julio de 2024   | I Putu Gede          | 16 de julio de 2024     |
| Persikas            | Dindin Wahyudin               | Ascenso a director técnico           | 10 de julio de 2024   | Mial Balebata Armand | 10 de julio de 2024     |
| Persibo             | I Putu Gede                   | Fin de contrato                      | 3 de julio de 2024    | Bonggo Pribadi       | 14 de julio de 2024     |
| Persikota           | Fachrudin                     | Fin de contrato                      | 19 de julio de 2024   | Delfi Adri           | 19 de julio de 2024     |
| Persipa             | Nazal Mustofa                 | Fin de contrato                      | 26 de julio de 2024   | Bambang Nurdiansyah  | 26 de julio de 2024     |
| Persibo             | Bonggo Pribadi                | Resignado                            | 31 de julio de 2024   | Regi Aditya Yonathan | 31 de julio de 2024     |
| Persiraja           | Tony Ho                       | Destituido                           | 28 de agosto de 2024  | Akhyar Ilyas         | 2 de septiembre de 2024 |
| Dejan               | Herman                        | Degradado a asistente del entrenador | 1 de agosto de 2024   | Danang Suryadi       | 1 de agosto de 2024     |
| Bhayangkara Presisi | Gomes de Oliveira             | Degradado a asistente del entrenador | 1 de agosto de 2024   | Hanim Sugiarto       | 1 de agosto de 2024     |

### Durante la temporada
| Equipo    | Entrenador principal saliente | Tipo de salida | Fecha de vacante         | Jornada | Ronda      | Posición en la tabla | Posición en la tabla | Entrenador entrante | Fecha de nombramiento    |
| Equipo    | Entrenador principal saliente | Tipo de salida | Fecha de vacante         | Jornada | Ronda      | Grupo                | Posición             | Entrenador entrante | Fecha de nombramiento    |
| --------- | ----------------------------- | -------------- | ------------------------ | ------- | ---------- | -------------------- | -------------------- | ------------------- | ------------------------ |
| Persela   | Didik Ludianto                | Resignado      | 11 de septiembre de 2024 | 1       | Preliminar | 3                    | 4.º                  | Zulkifli Syukur     | 11 de septiembre de 2024 |
| Sriwijaya | Jafri Sastra                  | Destituido     | 28 de septiembre de 2024 | 4       | Preliminar | 1                    | 9.º                  | Hendri Susilo       | 3 de octubre de 2024     |
| Persiku   | Sudirman                      | Resignado      | 6 de octubre de 2024     | 5       | Preliminar | 2                    | 6.º                  |                     |                          |

## Ronda Preliminar

### Distribución de grupos
| Equipos de la temporada 2024-25 | Equipos de la temporada 2024-25 | Equipos de la temporada 2024-25 |
| Grupo Oeste                     | Grupo Central                   | Grupo Este                      |
| ------------------------------- | ------------------------------- | ------------------------------- |
| Bekasi City                     | Adhyaksa                        | Deltras                         |
| Dejan                           | Bhayangkara Presisi             | Gresik United                   |
| Persikabo 1973                  | Nusantara United                | Persela                         |
| Persikota                       | Persekat                        | Persewar                        |
| Persiraja                       | Persijap                        | Persibo                         |
| PSKC                            | Persikas                        | Persipal                        |
| PSMS                            | Persiku                         | Persipura                       |
| PSPS                            | Persipa                         | RANS Nusantara                  |
| Sriwijaya                       | PSIM                            |                                 |

### Grupo Oeste

#### Clasificación
| Pos. | Equipo         | Pts. | PJ | G | E | P | GF | GC | Dif. | Clasificación o Descenso                  |
| ---- | -------------- | ---- | -- | - | - | - | -- | -- | ---- | ----------------------------------------- |
| 1    | Persikota      | 13   | 7  | 4 | 1 | 2 | 12 | 10 | +2   | Clasificación para la Ronda de Campeonato |
| 2    | Bekasi City    | 11   | 6  | 3 | 2 | 1 | 5  | 2  | +3   | Clasificación para la Ronda de Campeonato |
| 3    | PSPS           | 11   | 6  | 3 | 2 | 1 | 12 | 7  | +5   | Clasificación para la Ronda de Campeonato |
| 4    | Persiraja      | 10   | 6  | 3 | 1 | 2 | 9  | 6  | +3   | Clasificación para la Ronda de Descenso   |
| 5    | PSMS           | 9    | 6  | 2 | 3 | 1 | 7  | 4  | +3   | Clasificación para la Ronda de Descenso   |
| 6    | Dejan          | 7    | 6  | 2 | 1 | 3 | 7  | 12 | −5   | Clasificación para la Ronda de Descenso   |
| 7    | PSKC           | 7    | 6  | 2 | 1 | 3 | 3  | 6  | −3   | Clasificación para la Ronda de Descenso   |
| 8    | Sriwijaya      | 6    | 6  | 1 | 3 | 2 | 6  | 4  | +2   | Clasificación para la Ronda de Descenso   |
| 9    | Persikabo 1973 | 3    | 7  | 1 | 0 | 6 | 11 | 21 | −10  | Clasificación para la Ronda de Descenso   |

Actualizado a los partidos jugados el 13 de octubre de 2024.
 Fuente: Liga 2
Criterios de clasificación: Puntos · Puntos en el enfrentamiento directo · Diferencia de goles en el enfrentamiento directo · Goles marcados en el enfrentamiento directo · Diferencia de goles · Goles marcados · Puntos de juego limpio · Empate.
Notas:
1. 1 2  Clasificados por puntos cara a cara: Dejan 3, PSKC 0.

#### Resultados
| Local \ Visitante | FBC | DJN | PBO | TNG | PRJ | PKC | MDN | PKU | SFC |
| ----------------- | --- | --- | --- | --- | --- | --- | --- | --- | --- |
| Bekasi City       | —   |     |     |     | 2–0 | 1–0 |     |     |     |
| Dejan             |     | —   |     |     |     | 1–0 | 2–2 |     | 1–0 |
| Persikabo 1973    |     | 5–2 | —   |     | 2–4 |     |     |     |     |
| Persikota         | 2–1 | 3–1 |     | —   | 1–0 |     | 0–1 | 4–6 |     |
| Persiraja         |     |     |     |     | —   |     |     | 1–1 | 1–0 |
| PSKC              |     |     |     |     | 0–3 | —   | 1–0 | 1–0 |     |
| PSMS              | 0–0 |     | 4–1 |     |     |     | —   |     |     |
| PSPS              | 0–0 | 2–0 | 3–1 |     |     |     |     | —   |     |
| Sriwijaya         |     |     | 5–1 | 0–0 |     | 1–1 | 0–0 |     | —   |

### Grupo Central

#### Clasificación
| Pos. | Equipo              | Pts. | PJ | G | E | P | GF | GC | Dif. | Clasificación o Descenso                  |
| ---- | ------------------- | ---- | -- | - | - | - | -- | -- | ---- | ----------------------------------------- |
| 1    | Nusantara United    | 13   | 7  | 3 | 4 | 0 | 8  | 5  | +3   | Clasificación para la Ronda de Campeonato |
| 2    | Persijap            | 12   | 6  | 3 | 3 | 0 | 8  | 1  | +7   | Clasificación para la Ronda de Campeonato |
| 3    | PSIM                | 11   | 6  | 3 | 2 | 1 | 11 | 4  | +7   | Clasificación para la Ronda de Campeonato |
| 4    | Bhayangkara Presisi | 11   | 6  | 3 | 2 | 1 | 7  | 3  | +4   | Clasificación para la Ronda de Descenso   |
| 5    | Adhyaksa            | 9    | 6  | 3 | 0 | 3 | 10 | 7  | +3   | Clasificación para la Ronda de Descenso   |
| 6    | Persiku             | 7    | 6  | 1 | 4 | 1 | 2  | 2  | 0    | Clasificación para la Ronda de Descenso   |
| 7    | Persekat            | 6    | 6  | 2 | 0 | 4 | 8  | 11 | −3   | Clasificación para la Ronda de Descenso   |
| 8    | Persipa             | 5    | 7  | 1 | 2 | 4 | 5  | 11 | −6   | Clasificación para la Ronda de Descenso   |
| 9    | Persikas            | 1    | 6  | 0 | 1 | 5 | 5  | 20 | −15  | Clasificación para la Ronda de Descenso   |

Actualizado a los partidos jugados el 13 de octubre de 2024.
 Fuente: Liga 2
Criterios de clasificación: Puntos · Puntos en el enfrentamiento directo · Diferencia de goles en el enfrentamiento directo · Goles marcados en el enfrentamiento directo · Diferencia de goles · Goles marcados · Puntos de juego limpio · Empate.
Notas:
1. 1 2  Clasificados por puntos cara a cara: PSIM 3, Bhayangkara Presisi 0.

#### Resultados
| Local \ Visitante   | AKS | BFC | NFC | TGL | JAP | PES | KDS | PTI | JOG |
| ------------------- | --- | --- | --- | --- | --- | --- | --- | --- | --- |
| Adhyaksa            | —   |     |     |     |     | 5–0 | 1–0 | 3–1 |     |
| Bhayangkara Presisi | 1–0 | —   |     |     |     |     |     | 1–0 | 0–1 |
| Nusantara United    | 2–1 |     | —   |     | 0–0 |     | 0–0 |     | 1–1 |
| Persekat            |     | 1–4 | 1–2 | —   |     |     |     | 2–0 |     |
| Persijap            |     |     |     | 1–0 | —   | 3–0 |     | 3–0 |     |
| Persikas            |     | 1–1 | 1–2 | 3–4 |     | —   |     |     |     |
| Persiku             |     | 0–0 |     | 1–0 | 1–1 |     | —   |     |     |
| Persipa             |     |     | 1–1 |     |     |     | 0–0 | —   | 3–1 |
| PSIM                | 3–0 |     |     |     | 0–0 | 5–0 |     |     | —   |

### Grupo Este

#### Clasificación
| Pos. | Equipo         | Pts. | PJ | G | E | P | GF | GC | Dif. | Clasificación o Descenso                  |
| ---- | -------------- | ---- | -- | - | - | - | -- | -- | ---- | ----------------------------------------- |
| 1    | Persibo        | 15   | 5  | 5 | 0 | 0 | 10 | 4  | +6   | Clasificación para la Ronda de Campeonato |
| 2    | Persipal       | 10   | 5  | 3 | 1 | 1 | 8  | 4  | +4   | Clasificación para la Ronda de Campeonato |
| 3    | Deltras        | 9    | 5  | 2 | 3 | 0 | 7  | 3  | +4   | Clasificación para la Ronda de Descenso   |
| 4    | Persela        | 8    | 5  | 2 | 2 | 1 | 5  | 5  | 0    | Clasificación para la Ronda de Descenso   |
| 5    | Gresik United  | 7    | 5  | 2 | 1 | 2 | 5  | 3  | +2   | Clasificación para la Ronda de Descenso   |
| 6    | RANS Nusantara | 5    | 5  | 1 | 2 | 2 | 2  | 7  | −5   | Clasificación para la Ronda de Descenso   |
| 7    | Persipura      | 1    | 5  | 0 | 1 | 4 | 1  | 6  | −5   | Clasificación para la Ronda de Descenso   |
| 8    | Persewar       | 0    | 5  | 0 | 0 | 5 | 4  | 10 | −6   | Clasificación para la Ronda de Descenso   |

Actualizado a los partidos jugados el 12 de octubre de 2024.
 Fuente: Liga 2
Criterios de clasificación: Puntos · Puntos en el enfrentamiento directo · Diferencia de goles en el enfrentamiento directo · Goles marcados en el enfrentamiento directo · Diferencia de goles · Goles marcados · Puntos de juego limpio · Empate.

#### Resultados
| Local \ Visitante | DTS | GRS | PSL | WAR | PSB | PAL | PSP | RFC |
| ----------------- | --- | --- | --- | --- | --- | --- | --- | --- |
| Deltras           | —   |     |     | 2–0 | 1–1 |     | 2–0 |     |
| Gresik United     |     | —   |     | 1–0 |     |     | 0–0 | 3–0 |
| Persela           | 2–2 |     | —   |     |     |     |     | 1–1 |
| Persewar          |     |     | 0–1 | —   | 2–3 |     |     |     |
| Persibo           |     | 2–1 | 2–0 |     | —   | 1–0 |     |     |
| Persipal          |     | 1–0 |     | 3–2 |     | —   |     |     |
| Persipura         |     |     | 0–1 |     | 1–2 |     | —   |     |
| RANS Nusantara    | 0–0 |     |     |     |     | 0–3 | 1–0 | —   |

## Ronda de Campeonato
Los ocho equipos que hayan avanzado de la ronda preliminar se dividirán en dos grupos de cuatro equipos para jugar partidos de ida y vuelta todos contra todos.
Los ganadores de grupo se clasificarán para la final y ascenderán a la Liga 1 2025-26. Los segundos de grupo avanzarán al play-off de ascenso.

### Distribución de grupos
| Ronda de Campeonato          | Ronda de Campeonato        |
| Grupo X                      | Grupo Y                    |
| ---------------------------- | -------------------------- |
| Ganador del Grupo Oeste      | Ganador del Grupo Central  |
| Subcampeón del Grupo Central | Ganador del Grupo Este     |
| Subcampeón del Grupo Este    | Subcampeón del Grupo Oeste |
| 3º del grupo Oeste           | 3º del grupo Central       |

### Grupo X
| Pos. | Equipo   | Pts. | PJ | G | E | P | GF | GC | Dif. |                                                |
| ---- | -------- | ---- | -- | - | - | - | -- | -- | ---- | ---------------------------------------------- |
| 1    | Equipo A | 0    | 0  | 0 | 0 | 0 | 0  | 0  | 0    | Clasificación a la final y ascenso a la Liga 1 |
| 2    | Equipo B | 0    | 0  | 0 | 0 | 0 | 0  | 0  | 0    | Play-off de ascenso a Liga 1                   |
| 3    | Equipo C | 0    | 0  | 0 | 0 | 0 | 0  | 0  | 0    |                                                |
| 4    | Equipo D | 0    | 0  | 0 | 0 | 0 | 0  | 0  | 0    |                                                |

Los primeros partidos se disputarán el enero de 2025.
 Fuente: Liga 2
Criterios de clasificación: Puntos · Puntos en el enfrentamiento directo · Diferencia de goles en el enfrentamiento directo · Goles marcados en el enfrentamiento directo · Diferencia de goles · Goles marcados · Puntos de juego limpio · Empate.

### Grupo Y
| Pos. | Equipo   | Pts. | PJ | G | E | P | GF | GC | Dif. |                                                |
| ---- | -------- | ---- | -- | - | - | - | -- | -- | ---- | ---------------------------------------------- |
| 1    | Equipo A | 0    | 0  | 0 | 0 | 0 | 0  | 0  | 0    | Clasificación a la final y ascenso a la Liga 1 |
| 2    | Equipo B | 0    | 0  | 0 | 0 | 0 | 0  | 0  | 0    | Play-off de ascenso a Liga 1                   |
| 3    | Equipo C | 0    | 0  | 0 | 0 | 0 | 0  | 0  | 0    |                                                |
| 4    | Equipo D | 0    | 0  | 0 | 0 | 0 | 0  | 0  | 0    |                                                |

Los primeros partidos se disputarán el enero de 2025.
 Fuente: Liga 2
Criterios de clasificación: Puntos · Puntos en el enfrentamiento directo · Diferencia de goles en el enfrentamiento directo · Goles marcados en el enfrentamiento directo · Diferencia de goles · Goles marcados · Puntos de juego limpio · Empate.
| Ascienden a Liga 1 |

| Bandera de ? | Bandera de ? |
| 1º           | 1º           |
| Grupo X      | Grupo Y      |

## Ronda de Descenso
Los dieciocho equipos que avanzaron de la ronda preliminar se dividirán en dos grupos de cuatro y dos grupos de cinco equipos para jugar partidos de ida y vuelta.
Los dos últimos equipos de cada grupo descenderán a la Liga 3 2025-26. El tercer puesto de los grupos J y K participará en los play-offs de descenso.

### Distribución de grupos
| Ronda de Descenso    | Ronda de Descenso    | Ronda de Descenso    | Ronda de Descenso    |
| Grupo H              | Grupo I              | Grupo J              | Grupo K              |
| -------------------- | -------------------- | -------------------- | -------------------- |
| 4º del grupo Oeste   | 4º del grupo Central | 4º del grupo Este    | 3º del grupo Este    |
| 5º del grupo Central | 5º del grupo Oeste   | 6º del grupo Central | 7º del grupo Central |
| 6º del grupo Oeste   | 7º del grupo Oeste   | 6º del grupo Este    | 5º del grupo Este    |
| 8º del grupo Oeste   | 9º del grupo Oeste   | 8º del grupo Central | 9º del grupo Central |
|                      |                      | 8º del grupo Este    | 7º del grupo Este    |

### Grupo H
| Pos. | Equipo   | Pts. | PJ | G | E | P | GF | GC | Dif. | Descenso              |
| ---- | -------- | ---- | -- | - | - | - | -- | -- | ---- | --------------------- |
| 1    | Equipo A | 0    | 0  | 0 | 0 | 0 | 0  | 0  | 0    |                       |
| 2    | Equipo B | 0    | 0  | 0 | 0 | 0 | 0  | 0  | 0    |                       |
| 3    | Equipo C | 0    | 0  | 0 | 0 | 0 | 0  | 0  | 0    | Descendió a la Liga 3 |
| 4    | Equipo D | 0    | 0  | 0 | 0 | 0 | 0  | 0  | 0    | Descendió a la Liga 3 |

Los primeros partidos se disputarán el enero de 2025.
 Fuente: Liga 2
Criterios de clasificación: Puntos · Puntos en el enfrentamiento directo · Diferencia de goles en el enfrentamiento directo · Goles marcados en el enfrentamiento directo · Diferencia de goles · Goles marcados · Puntos de juego limpio · Empate.

### Grupo I
| Pos. | Equipo   | Pts. | PJ | G | E | P | GF | GC | Dif. | Descenso              |
| ---- | -------- | ---- | -- | - | - | - | -- | -- | ---- | --------------------- |
| 1    | Equipo A | 0    | 0  | 0 | 0 | 0 | 0  | 0  | 0    |                       |
| 2    | Equipo B | 0    | 0  | 0 | 0 | 0 | 0  | 0  | 0    |                       |
| 3    | Equipo C | 0    | 0  | 0 | 0 | 0 | 0  | 0  | 0    | Descendió a la Liga 3 |
| 4    | Equipo D | 0    | 0  | 0 | 0 | 0 | 0  | 0  | 0    | Descendió a la Liga 3 |

Los primeros partidos se disputarán el enero de 2025.
 Fuente: Liga 2
Criterios de clasificación: Puntos · Puntos en el enfrentamiento directo · Diferencia de goles en el enfrentamiento directo · Goles marcados en el enfrentamiento directo · Diferencia de goles · Goles marcados · Puntos de juego limpio · Empate.

### Grupo J
| Pos. | Equipo   | Pts. | PJ | G | E | P | GF | GC | Dif. | Descenso                              |
| ---- | -------- | ---- | -- | - | - | - | -- | -- | ---- | ------------------------------------- |
| 1    | Equipo A | 0    | 0  | 0 | 0 | 0 | 0  | 0  | 0    |                                       |
| 2    | Equipo B | 0    | 0  | 0 | 0 | 0 | 0  | 0  | 0    |                                       |
| 3    | Equipo C | 0    | 0  | 0 | 0 | 0 | 0  | 0  | 0    | Clasificación al play-off de descenso |
| 4    | Equipo D | 0    | 0  | 0 | 0 | 0 | 0  | 0  | 0    | Descendió a la Liga 3                 |
| 5    | Equipo E | 0    | 0  | 0 | 0 | 0 | 0  | 0  | 0    | Descendió a la Liga 3                 |

Los primeros partidos se disputarán el enero de 2025.
 Fuente: Liga 2
Criterios de clasificación: Puntos · Puntos en el enfrentamiento directo · Diferencia de goles en el enfrentamiento directo · Goles marcados en el enfrentamiento directo · Diferencia de goles · Goles marcados · Puntos de juego limpio · Empate.

### Grupo K
| Pos. | Equipo   | Pts. | PJ | G | E | P | GF | GC | Dif. | Descenso                              |
| ---- | -------- | ---- | -- | - | - | - | -- | -- | ---- | ------------------------------------- |
| 1    | Equipo A | 0    | 0  | 0 | 0 | 0 | 0  | 0  | 0    |                                       |
| 2    | Equipo B | 0    | 0  | 0 | 0 | 0 | 0  | 0  | 0    |                                       |
| 3    | Equipo C | 0    | 0  | 0 | 0 | 0 | 0  | 0  | 0    | Clasificación al play-off de descenso |
| 4    | Equipo D | 0    | 0  | 0 | 0 | 0 | 0  | 0  | 0    | Descendió a la Liga 3                 |
| 5    | Equipo E | 0    | 0  | 0 | 0 | 0 | 0  | 0  | 0    | Descendió a la Liga 3                 |

Los primeros partidos se disputarán el enero de 2025.
 Fuente: Liga 2
Criterios de clasificación: Puntos · Puntos en el enfrentamiento directo · Diferencia de goles en el enfrentamiento directo · Goles marcados en el enfrentamiento directo · Diferencia de goles · Goles marcados · Puntos de juego limpio · Empate.
| Consiguen la Permanencia |

| Bandera de ? | Bandera de ? | Bandera de ? | Bandera de ? | Bandera de ? | Bandera de ? | Bandera de ? | Bandera de ? |
| 1º           | 2º           | 1º           | 2º           | 1º           | 2º           | 1º           | 2º           |
| Grupo H      | Grupo H      | Grupo I      | Grupo I      | Grupo J      | Grupo J      | Grupo K      | Grupo K      |

## Play-off de Ascenco y Descenso

### Play-off de Descenso
| febrero de 2025; | 3º del grupo J | vs. | 3º del grupo K |  |  |

| Consiguen la Permanencia |

### Play-off de Ascenco
| febrero de 2025; | Subcampeón del Grupo X | vs. | Subcampeón del Grupo Y |  |  |

| Ascienden a Liga 1 |

## Final
| febrero de 2025; | Ganador del Grupo X | vs. | Ganador del Grupo Y |  |  |

| Campeón de la Liga 2 |